# ي
‎（阿拉伯语：‎）是阿拉伯字母中的第28個字母，屬於月亮字母。

## 概要

### 字源
源於腓尼基字母𐤉，與希伯來字母「י」、希臘字母的「Ι」、拉丁字母的「I」、「J」以及西里爾字母的「І」同源。該字母與「ا」的變形形式「ی」的區別僅在點的有無。

### 讀音
該字有多種讀音：
- 硬顎近音/j/。
- 閉前不圓唇元音的長元音/iː/。
- 雙元音/aj/，但在一些方言中的發音為半閉前不圓唇元音的長元音/eː/。

### 字體變化
依據字母在詞語位置的不同，其書寫形式也會有所變化：
| 在词语中的位置：        | 独立 | 尾部 | 中部 | 首部 |
| ----------------------- | ---- | ---- | ---- | ---- |
| 誊抄体： （显示异常？） | ي‎    | ـي‎   | ـيـ‎  | يـ‎   |
| 波斯体： （显示异常？） | ي‬    | ـي‬   | ـيـ‬  | يـ‬   |

## 變形
在波斯語等語言中，該字的原形即為「ی」（波斯語中該字母變形時在詞首和詞中加點，與阿拉伯語相同，而在詞末不加點，與原形相同）。
| 在词语中的位置：        | 独立 | 尾部 | 中部 | 首部 |
| ----------------------- | ---- | ---- | ---- | ---- |
| 誊抄体： （显示异常？） | ی‎    | ـی‎   | ـیـ‎  | یـ‎   |
| 波斯体： （显示异常？） | ی‬    | ـی‬   | ـیـ‬  | یـ‬   |

添加「ء」可變為「ئ」。在詞中或詞尾時表示/iːʔ/、/iʔ/或/ʔi/。
| 在词语中的位置：        | 独立 | 尾部 | 中部 | 首部 |
| ----------------------- | ---- | ---- | ---- | ---- |
| 誊抄体： （显示异常？） | ئ‎    | ـئ‎   | ـئـ‎  | ئـ‎   |
| 波斯体： （显示异常？） | ئ‬    | ـئ‬   | ـئـ‬  | ئـ‬   |